# 維利尚卡河 (烏代河支流)
維利尚卡河（烏克蘭語：Вільшанка），是烏克蘭的河流，位於該國中部，屬於烏代河的支流，發源自塔蘭金齊以南，流經波爾塔瓦州，河口處在比伊夫齊以北，河道全長19公里。